# 蒲田哲
蒲田 哲（かまた さとる、1964年3月5日 - ）は、日本の俳優、声優、ナレーター。ジェイ・クリップ所属。

## 略歴
京都府出身。舞台およびドラマ出演、吹替え等の実績を積み現在へ至る。

## 出演

### テレビドラマ
- NHK教育 「中学生日記」「さわやか3組」レギュラー
- TBS 「GOOD　NEWS」
- ANB 「ミヤコ蝶々ものがたり」
- 東海テレビ 「新・風のロンド」「緋の稜線」「幸せ咲いた」「牡丹と薔薇」「安宅家の人々」「非婚同盟」
- EX 「臨場」
- 相棒
  - season13 第4話（2014年） - 宮川洋 役
  - season19 第10話（2020年） - 埜原義恭 役
- TX 「刑事追う」
- KTV 「胎児教育」
- それぞれの断崖（2019年） - 山内編集長 役
- 特捜9 Season5（2022年） - 夏目署長 役

### 映画
- 修羅場の人間学（梶間俊一監督）
- 集団左遷（梶間俊一監督）
- 日本一短い『母』への手紙（澤井信一郎監督）
- ぬるぬる燗燗（西山洋市監督）
- Y・K・K論争〜永遠の誤解（沖島勲監督）
- 運命人間（西山洋市監督）
- クライマーズ・ハイ（原田眞人監督）
- ミステリと言う勿れ（2023年） - 狩集悟 役

### CM
- 第一製薬 新センロック
- ピタットハウス
- ダイナム
- エーザイ サクロン
- 集英社
- 内閣府 治安対策
- NTT西日本

他

### 吹替
- WITHOUT A TRACE/FBI 失踪者を追え! シーズン6#15
- クリミナル・マインド5 FBI行動分析課
- ヒューマン・ターゲット - ゲレロ（ジャッキー・アール・ヘイリー）

### アニメ
- ちびまる子ちゃん - 信夫くんのおじさん

### ゲーム
- 真・三國無双シリーズ - 郭淮

### 舞台
- 「MASK」 少年隊ミュージカル
- 「Here There and Everywhere」 WAKUプロデュース
- 「そんなアホなはなし」 鬼界浩巳事務所
- 「す・ま・い・る」 「サイレント・ナイト」「東京コンバット2004」他　にんじんボーン
- 「路地裏の楽園」（宮川雅彦演出）
- 「エキスポ」「酒坊っちゃん」「兄妹どんぶり」「デンキ島〜白い家篇〜」 劇団道学先生
- 「相談にのってる場合か!?」 クラクラ・プロデュース
- 「靴を探して」椿組
- 「殿のちょんまげを切る女」 新橋演舞場
- 「冬の入口」（演出：和田憲明）
- コロッケ特別公演「お袋ラーメン 親父チャーハン 俺ギョーザ」
- 「父との夏」三田村組
- 「THE MIDNIGHT SUN〜遥けき闇の果てで〜」ネオゼネレイタープロジェクト
- 「あなたと見た映画の夜」高橋いさをプロデュース
- 「どん底スナイパー」モダンスイマーズ
- 「兄妹どんぶり」劇団道学先生[1]
- 「ジキルの告白 大学助教授教え子殺人事件」ISAWO BOOKSTORE[2]
- 「浴室」[3]